# Festival de télévision de Monte-Carlo

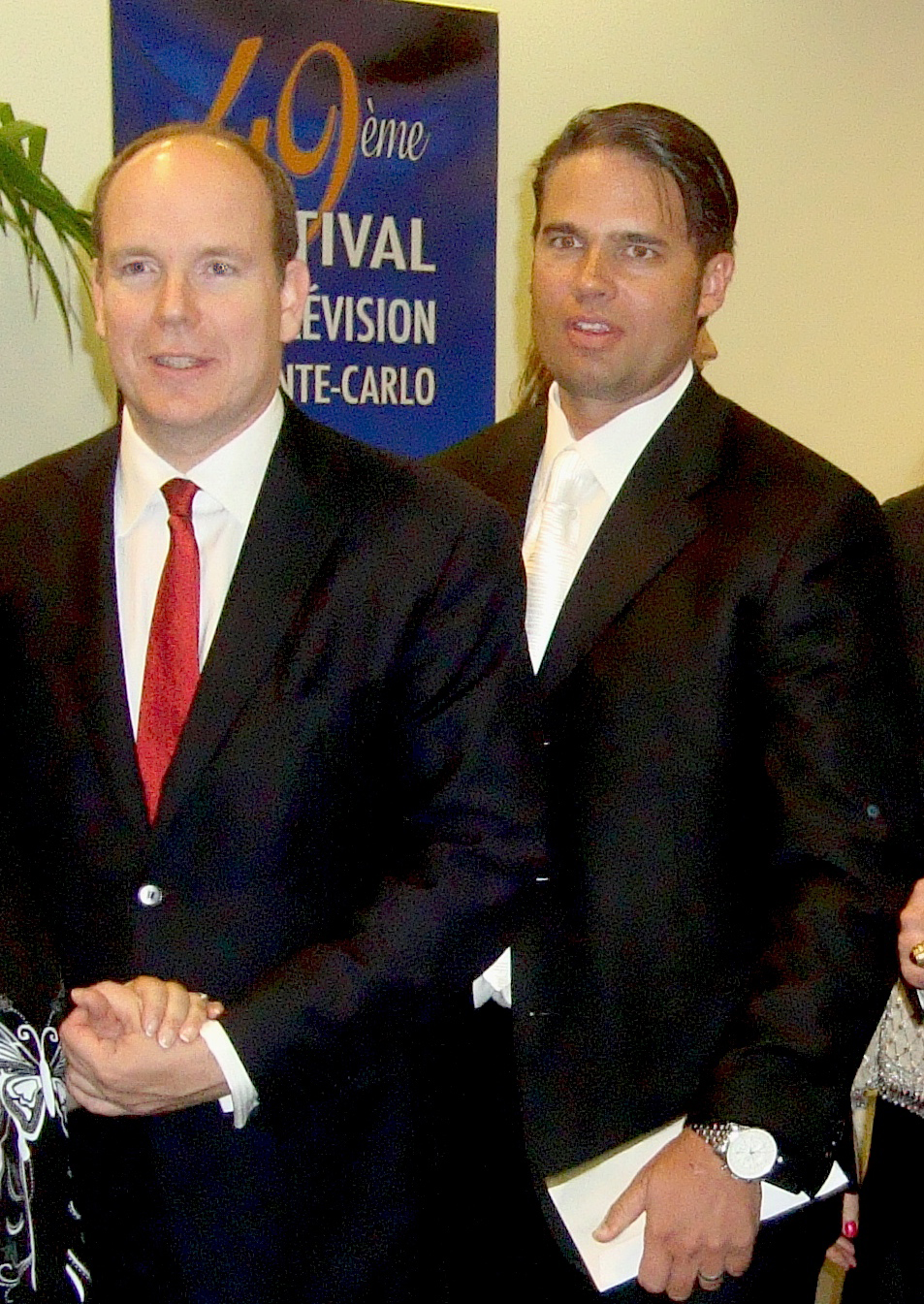
Prins Albert II van Monaco met producent Arick Wierson op het 49ste Festival de télévision de Monte-Carlo in 2009

Het Festival de télévision de Monte-Carlo (Televisiefestival van Monte-Carlo) is een jaarlijks festival in Monte Carlo (Monaco) waarin prijzen worden toegekend aan televisieproducties zoals televisieseries, televisiefilms, miniseries en nieuwsprogramma's.
Het festival werd in januari 1961 in het leven geroepen door Prins Reinier van Monaco, die hiermee wenste "deze nieuwe kunststroming aan te moedigen, ten dienste van de vrede en de verstandhouding tussen mensen" ("encourager une nouvelle forme d'art au service de la paix et de l'entente entre les hommes"). De laatste jaren vond het festival steeds plaats in de eerste helft van juni.
De prijs die in de verschillende categorieën wordt uitgedeeld is de Nymphe d'or (een gouden nimf). Het beeldje is een kopie van het beroemde beeld van Salmacis door de in 1768 in Monaco geboren Franse beeldhouwer François Joseph Bosio.

## Laureaten

### 2008
Jonathan Rhys Meyers kreeg een gouden nimf als beste acteur in een dramaserie voor zijn rol in The Tudors, Richard Ayoade was beste acteur in een komedie voor zijn rol in The IT Crowd. Bij de miniseries won John Adams als serie en met Paul Giamatti als beste acteur. Het beste 24 uursnieuwsprogramma ging naar de Engelstalige nieuwsuitzendingen van Al Jazeera. Dick Wolf kreeg een ereprijs.
Internationale publieksprijzen waren er in 2008 voor Crime Scene Investigation (drama), Desperate Housewives (komedie) en The Bold and the Beautiful (soap).

### 2009
In 2009 werden bij de dramaseries Mad Men als internationale productie en The Tudors als Europese productie bekroond, waarbij Jon Hamm en Christina Hendricks beiden bekroond werden voor hun rol in Mad Men.
Van vlees en bloed en het Duitse Die Wölfe werden bekroond als beste miniseries.
De internationale publieksprijzen werden toegekend aan de Amerikaanse programma's House (drama), Desperate Housewives (komedie) en The Bold and the Beautiful (soap).

### 2010
In 2010 werd 30 Rock bekroond als beste internationale komische serie, Steve Carell als beste komisch acteur voor zijn rol in The Office US, Mad Men werd beste internationale dramaserie, het tweede seizoen van Forbrydelsen werd beste Europese dramaserie, Michael C. Hall beste acteur drama voor zijn rol in Dexter en Michelle Forbes beste actrice drama voor haar rol in Durham County. Bij de miniseries werd Noomi Rapace laureate als beste actrice voor haar rol in de drie films van de Millennium-trilogie.
De internationale publieksprijzen vielen wederom ten deel aan uitsluitend Amerikaanse programma's, namelijk  Crime Scene Investigation (drama), Desperate Housewives (komedie) en The Bold and the Beautiful (soap).
Nominaties voor Bernhard, schavuit van Oranje, Code 37 en Oud België werden niet bekroond met een overwinning.

### 2011
Bij de televisiefilms kreeg Ken Watanabe een nimf als beste acteur in een televisiefilm voor zijn rol in A School Behind Bars, de film zelf werd ook bekroond. Louise Monot werd beste actrice in de televisiefilm Mademoiselle Drot. Édgar Ramírez werd als acteur laureaat bij de miniseries voor zijn rol in Carlos. Lotte Verbeek kreeg gedeeld met Andrea Osvart en Elise Schaap de nimf als beste actrice in de miniserie The Queens of Swing, die ook als serie werd bekroond. 
Bij de actualiteitsprogramma's was Sky News laureaat in twee van de vier categorieën.
De laureaat van de internationale komische televisieseries was Modern Family, bij de dramaseries ging de nimf nog eens naar Mad Men, met ook een prijs voor Jon Hamm als beste acteur voor zijn rol in de serie.
Geen verrassing bij de internationale publieksprijzen, nimfen voor CSI: Las Vegas (drama), Desperate Housewives (komedie) en The Bold and the Beautiful (soap).
De genomineerde dramaserie Vermist, met ook de individuele nominaties voor de acteurs Koen De Bouw, Kevin Janssens, Joke Devynck en Katelijne Verbeke in de serie, en de komische serie Duts met acteurs Herwig Ilegems, Steve Geerts, Tania Kloek en Greta Van Langendonck werden uiteindelijk niet bekroond.